# Hasan Salama
Ḥasan Salāma (in arabo حسن سلامة‎?; Qūla, 1912 – Ras al-ʿAyn, 2 giugno 1948) è stato un patriota e militare palestinese.

## Biografia
Ḥasan Salāma, nacque a Qūla, presso Lidda, e morì nella Battaglia di Ras al-ʿAyn, nel corso della guerra arabo-israeliana del 1948. 
Durante questo conflitto, fu uno dei comandanti dell'Esercito del Sacro Jihad (Jaysh al-Jihād al-Muqaddas), a fianco di ʿAbd al-Qādir al-Ḥusaynī. Era anche un membro influente del Partito Arabo Palestinese.
Al congresso della Lega Araba del 5 febbraio 1948, gli fu assegnato il settore strategico di Lidda, all'imbocco della strada Tel-Aviv-Gerusalemme.

Fu anche il capo delle forze dei volontari (fida'iyyun) della regione di Ramla, a est della città di Giaffa
Era il padre di ʿAlī Ḥasan Salāma(Abū Ḥasan).